# بیلینگام
latitudeبیلینگامlongitudeبیلینگام
بیلینگام (به انگلیسی: Billingham) یک منطقهٔ مسکونی در انگلستان است که در شمال شرقی انگلستان واقع شده‌است.

## خصوصیات
بیلینگام ۳۵٬۷۶۵ نفر جمعیت دارد.